# Arianna Criscione
Arianna Criscione, née le 18 février 1985 à Whittier aux États-Unis, est une footballeuse internationale italienne évoluant au poste de gardienne de but au Paris Saint-Germain depuis 2019.
Arianna Criscione débute dans des équipes universitaires aux États-Unis avant de jouer en club en Europe à partir de 2008 et d'être appelée plusieurs fois en équipe nationale d'Italie de 2011 à 2014, jouant trois matchs dans des tournois amicaux.

## Biographie

### Carrière en club
Arianna Criscione a d'abord évoluée quatre ans dans des équipes universitaires aux États-Unis, deux années aux Bruins de l'UCLA puis deux autres aux Eagles de Boston College.
Elle découvre l'Europe en signant en 2008 en Suède au Danmarks IF. Elle rejoint ensuite en 2009 le Torres CF en Serie A, en Italie puis en 2014 le FC Twente aux Pays-Bas. En janvier 2015, Arianna Criscione débute en France en signant à l'AS Saint-Étienne. Elle rejoindra ensuite le Kungsbacka DFF (en), en deuxième division suédoise, avant de revenir en France à l'US Saint-Malo, en D2, pour la saison 2017-2018.
Sans club depuis un an, elle prévoyait d'arrêter sa carrière mais après une rencontre avec Bruno Cheyrou, directeur sportif de l'équipe féminine du PSG, elle s'engage officiellement le 18 juillet 2019 au Paris Saint-Germain pour une saison, en tant que troisième gardienne,. Elle prend également un rôle dans le sponsoring du club. Après avoir prolongée d'un an son contrat, elle prévoit d'arrêter définitivement sa carrière à l'issue de la saison 2020-2021.

### Carrière en sélection
Arianna Criscione est appelée par le sélectionneur Antonio Cabrini en équipe nationale d'Italie pour le rassemblement du 10 juin 2012. Le 31 octobre 2013, elle est remplaçante lors d'Espagne-Italie, match de qualification pour la coupe du monde 2015. Par la suite, en 2014, elle fait partie de l'équipe participant à la septième édition du Tournoi de Chypre.

## Palmarès
Torres CF
- Serie A (3)
  - Champion : 2010-2011, 2011-2012 et 2012-2013
  - Vice-champion : 2013-2014

- Coupe d'Italie (1)
  - Vainqueur : 2010-2011
  - Finaliste : 2013-2014

- Supercoupe d'Italie (4)
  - Vainqueur : 2010, 2011, 2012 et 2013

 FC Twente
- BeNe Ligue
  - Vice-champion : 2014-2015

- Coupe des Pays-Bas (1)
  - Vainqueur : 2014-2015

## Statistiques

### En club
| Saison                | Club                  | Championnat           | Championnat | Championnat | Coupe(s) nationale(s) | Coupe(s) nationale(s) | Supercoupe | Supercoupe | Compétition(s) continentale(s) | Compétition(s) continentale(s) | Compétition(s) continentale(s) | Total | Total |
| Saison                | Club                  | Division              | M.          | B.          | M.                    | B.                    | M.         | B.         | Comp.                          | M.                             | B.                             | M.    | B.    |
| 2009-2010             | Torres CF             | Serie A               |             |             |                       |                       | -          | -          | C1                             | 1                              | 0                              | 1     | 0     |
| 2010-2011             | Torres CF             | Serie A               | 10          | 0           |                       |                       | -          | -          | C1                             | 1                              | 0                              | 11    | 0     |
| 2011-2012             | Torres CF             | Serie A               | 25          | 0           |                       |                       | 1          | 0          | C1                             | 4                              | 0                              | 30    | 0     |
| 2012-2013             | Torres CF             | Serie A               | 8           | 0           |                       |                       | 1          | 0          | C1                             | 1                              | 0                              | 10    | 0     |
| 2013-2014             | Torres CF             | Serie A               | 9           | 0           |                       |                       | 0          | 0          | C1                             | 1                              | 0                              | 10    | 0     |
| Sous-total            | Sous-total            | Sous-total            | 52          | 0           |                       |                       | 2          | 0          | -                              | 8                              | 0                              | 62    | 0     |
| 2014-2015             | FC Twente             | BeNe Ligue            | 2           | 0           |                       |                       | -          | -          | C1                             | 0                              | 0                              | 2     | 0     |
| Sous-total            | Sous-total            | Sous-total            | 2           | 0           |                       |                       | -          | -          | -                              | 0                              | 0                              | 2     | 0     |
| 2014-2015             | AS Saint-Étienne      | Division 1            | 2           | 0           | 1                     | 0                     | -          | -          | -                              | -                              | -                              | 3     | 0     |
| 2015-2016             | AS Saint-Étienne      | Division 1            | 0           | 0           | 0                     | 0                     | -          | -          | -                              | -                              | -                              | 0     | 0     |
| Sous-total            | Sous-total            | Sous-total            | 2           | 0           | 1                     | 0                     | -          | -          | -                              | -                              | -                              | 3     | 0     |
| 2016                  | Kungsbacka DFF (en)   | Elitettan             | 11          | 0           | 0                     | 0                     | -          | -          | -                              | -                              | -                              | 11    | 0     |
| Sous-total            | Sous-total            | Sous-total            | 11          | 0           | 0                     | 0                     | -          | -          | -                              | -                              | -                              | 11    | 0     |
| 2017-2018             | US Saint-Malo         | Division 2            | 4           | 0           | 1                     | 0                     | -          | -          | -                              | -                              | -                              | 5     | 0     |
| Sous-total            | Sous-total            | Sous-total            | 4           | 0           | 1                     | 0                     | -          | -          | -                              | -                              | -                              | 5     | 0     |
| 2019-2020             | Paris Saint-Germain   | Division 1            | 0           | 0           | 0                     | 0                     | 0          | 0          | C1                             | 0                              | 0                              | 0     | 0     |
| 2020-2021             | Paris Saint-Germain   | Division 1            | 0           | 0           | 0                     | 0                     | -          | -          | C1                             | 0                              | 0                              | 0     | 0     |
| Sous-total            | Sous-total            | Sous-total            | 0           | 0           | 0                     | 0                     | 0          | 0          | -                              | 0                              | 0                              | 0     | 0     |
| Total sur la carrière | Total sur la carrière | Total sur la carrière | 71          | 0           | 2                     | 0                     | 2          | 0          | -                              | 8                              | 0                              | 83    | 0     |

### Liste des matches internationaux
|    | Date       | Lieu                                    | Compétition                             | Adversaire | Résultat | Notes     |
| -- | ---------- | --------------------------------------- | --------------------------------------- | ---------- | -------- | --------- |
| 1. | 15/12/2011 | Stade du Pacaembu, São Paulo, Brésil    | Torneio Internacional de São Paulo (en) | Chili      | 6 - 0    | Titulaire |
| 2. | 04/04/2012 | Stade Paralimni (en), Paralímni, Chypre | Cyprus Cup 2012 (en)                    | Écosse     | 2 - 1    | Titulaire |
| 3. | 10/03/2014 | Stade GSZ, Larnaca, Chypre              | Cyprus Cup 2014                         | Finlande   | 1 - 1    | Titulaire |